# Parafia św. Judy Tadeusza w Łodzi
Parafia św. Judy Tadeusza Apostoła w Łodzi – rzymskokatolicka parafia położona w dekanacie Łódź-Stoki archidiecezji łódzkiej. Leży w północnej części miasta, z siedzibą przy ul. Antoniego Książka 40.
Parafia erygowana 1 października 1989 przez biskupa Władysława Ziółka poprzez wydzielenie obszaru z północnej części parafii Opatrzności Bożej (osiedli Rogi i Powstania 1863 roku).

## Historia
We wrześniu 1992 rozpoczęto budowę domu parafialnego (w którym znalazły się: tymczasowa kaplica, mieszkania księży, sale duszpasterskie) według projektu architektów Mirosława Rybaka i Marka Grymina.
Pierwszym proboszczem parafii do 1998 był ks. Grzegorz Klimkiewicz. Dnia 27 października 1997 abp Władysław Ziółek poświęcił kaplicę.
We wrześniu 2003 po kilku latach problemów z uzyskaniem pozwoleń zaczęto budowę nowego kościoła. Świątynia ma trójnawowy układ. Konstrukcja jest żelbetonowo-murowana. Od września 2009 roku w kościele odprawiane są msze święte.
Najdłużej sprawującym posługę proboszczem parafii oraz budowniczym kościoła był ks. kan. Piotr Miler. Duchowny był kanonikiem Kapituły Kolegiackiej Wolborskiej i dziekanem dekanatu Łódź-Stoki. Sprawował swoją posługę 22 lata – od 1998 do swojej śmierci w 2020, w 69 roku życia i 42 roku kapłaństwa. Został on pochowany na cmentarzu rzymskokatolickim pw. św. Antoniego w Łodzi oraz uhonorowany tablicą pamiątkową wewnątrz świątyni.   
W 2020 proboszczem parafii został kapelan sportu archidiecezji łódzkiej, ks. Paweł Miziołek. 

## Msze święte

### W kościele
- w niedziele i święta: 8:00, 10:00, 12:00, 18:00; w okresie wakacyjnym nie ma mszy świętej o godz.18
- w dni powszednie: 18:00

### W kaplicy Sióstr Świętej Rodziny przy ulicy Żuczej
- w niedziele i święta: 9:00
- w dni powszednie: 7:00

## Ulice leżące na obszarze działalności duszpasterskiej parafii
Akademicka, Babiego Lata, Bażancia, Bociania, Centralna (parzyste do 28 i nieparzyste do 39), Chromowa, Cynowa, Diamentowa, Dojazdowa, Dworzaczka, Fiołkowa, Herbowa, Jagodowa, Jakubowicza, Jeziorańskiego, Jeża, Kacza, Kasztelańska (57-97), Klimatyczna, Kobaltowa, Kogucia, Koniakowska, Krajobrazowa,  Kryształowa, Antoniego Książka, Księżycowa, Kwarcowa, Łupkowa, Magnoliowa, Metalowa, Mikowa, Mineralna, Mosiężna, Ołowiana, Owcza, Piaskowa, Piliczna, Pirytowa, Platynowa, Promienna, Rogowska, Andrzeja Rosickiego, Roślinna, Rubinowa, Rysia, Rżewskiego, Skrzydlata (numery nieparzyste), Słowicza, Stasia, Strusia, Strykowska (80-92), Strzeleckiego, Szafirowa, Szmaragdowa, Szpacza, Tlenowa, Turystyczna, Uranowa, Uzdrowiskowa, Wakacyjna, Warszawska (parzyste od 78 i nieparzyste od 57), Wawrzyniaka, Wczasowa, Widokowa, Wiewiórcza, Woskowa, Wycieczkowa (parzyste do 62 i nieparzyste do 59a), Wypoczynkowa, Zajęcza, Żucza (13-38).

## Księża
- ks. Paweł Miziołek - Proboszcz

## Grupy parafialne
Żywa Róża (2 koła + 1 w kaplicy Sióstr św. Rodziny z Bordeaux), Służba Ołtarza (ministranci, lektorzy, kościelny), schola i chór, asysta.